# Schoonebeek
Schoonebeek ist ein Ort mit 4.900 Einwohnern (Stand: 1. Januar 2024) in der Gemeinde Emmen in der niederländischen Provinz Drenthe. Schoonebeek wird auch Oud-Schoonebeek genannt, da der gleichfalls zu Emmen gehörende Ort Nieuw-Schoonebeek in unmittelbarer Nähe liegt.

## Geografie
Schoonebeek liegt östlich von Coevorden unmittelbar an der deutschen Grenze am Schoonebeker Diep, das hier die Grenze zwischen den Niederlanden und Deutschland bildet. Nachbargemeinde auf deutschem Gebiet ist Emlichheim.

## Geschichte
Schoonebeek wurde erstmals 1341 urkundlich erwähnt und gilt neben Ruinerwold als einer der ältesten Orte in Drenthe. Bis zur Gemeindereform im Jahr 1998 war Schoonebeek Teil der Gemeinde Schoonebeek, die 1884 durch eine Teilung zwischen Schoonebeek und der ehemaligen Gemeinde Dalen entstanden war.

## Wirtschaft

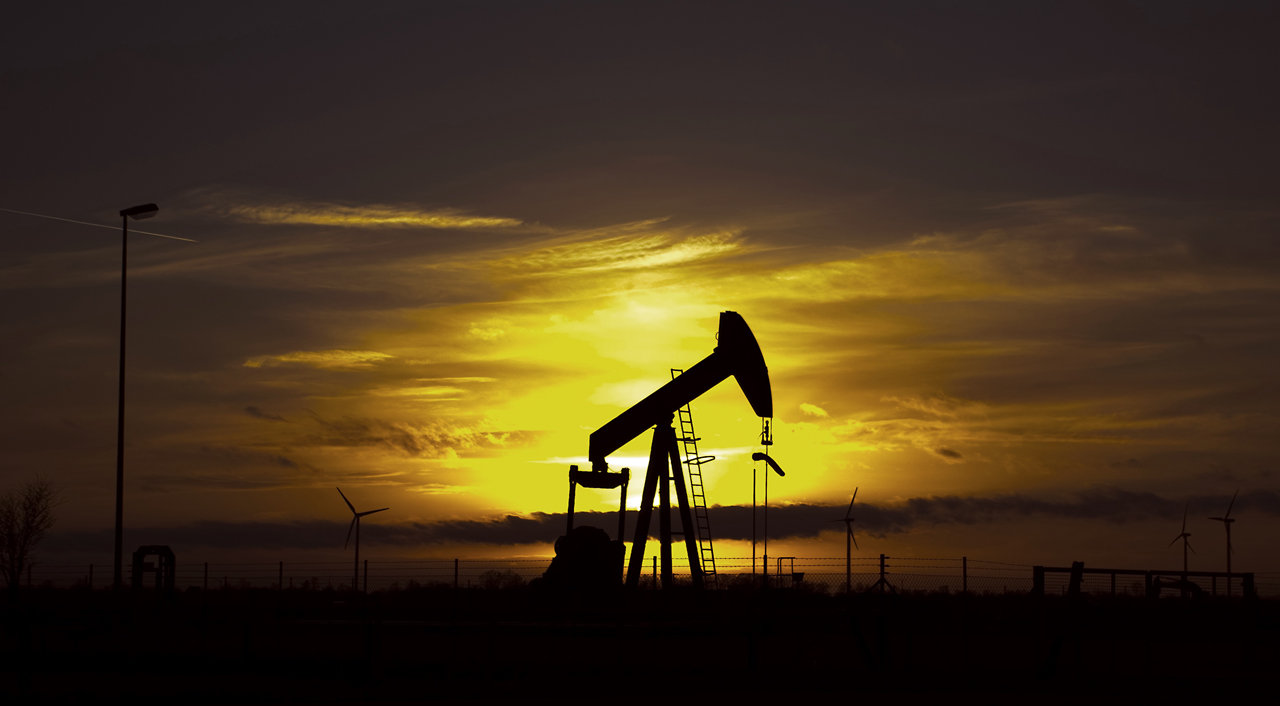
Tiefpumpe bei Schoonebeek

Von 1943 bis 1996 wurde in der Gemeinde Erdöl gewonnen. 1976 kam es zu einem Ölunfall, der umfangreiche Schäden verursachte. 2006 wurde untersucht, ob eine Wiederaufnahme der Erdölgewinnung sinnvoll ist, und 2008 wurden die Bohrungen wieder aufgenommen. Seit 2011 wird wieder Öl gefördert und über eine 45 km lange Pipeline nach Lingen in Deutschland transportiert. Dort erfolgt die Weiterverarbeitung in der Erdöl-Raffinerie Emsland von BP.

## Sehenswürdigkeiten und Veranstaltungen

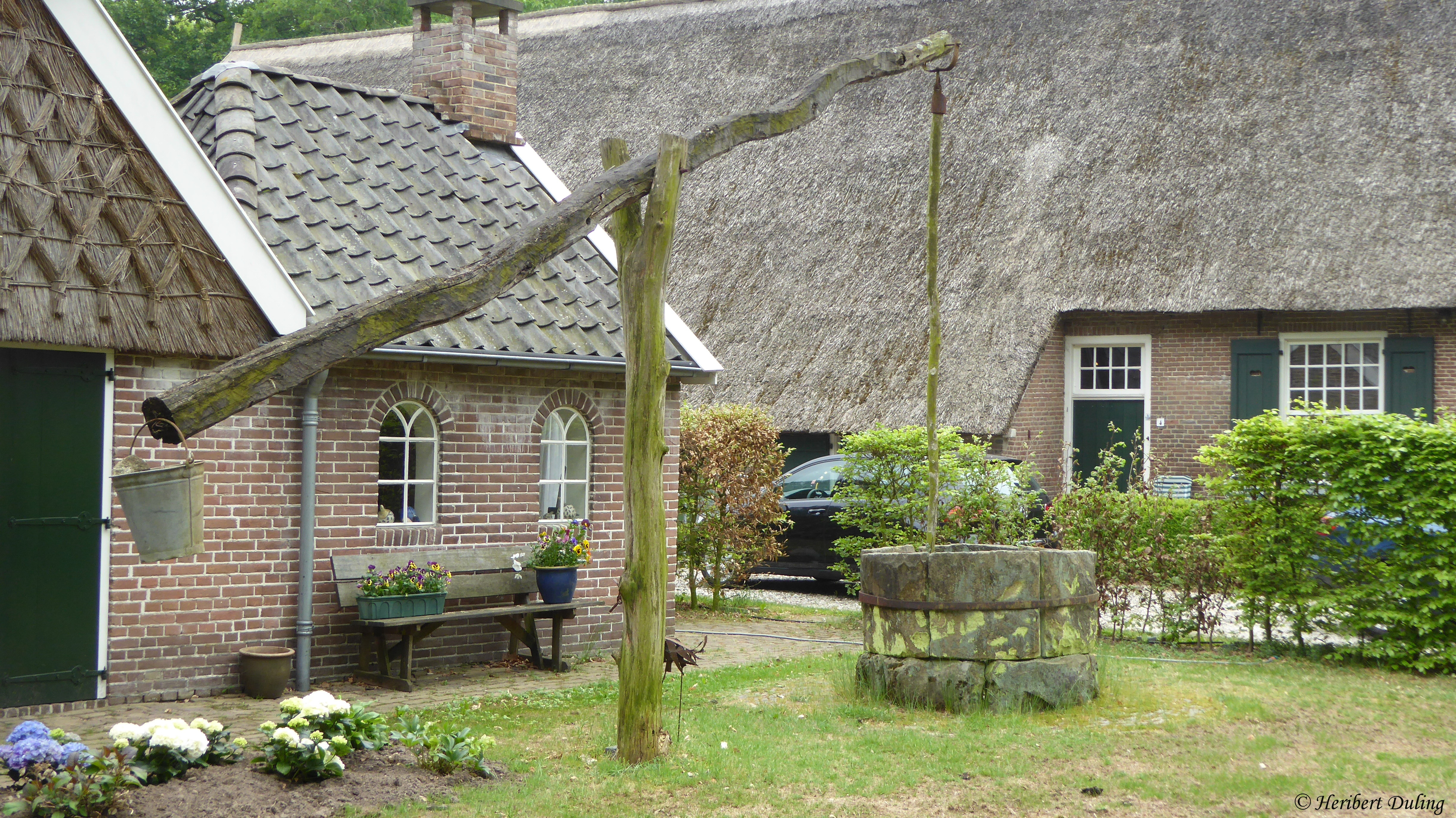
Ortsteil Oosterse Bos 2018

- Der Ort bestand ursprünglich aus drei Teilen, Westerse Bos, Middendorp und Oosterse Bos. Hier befinden sich mehrere alte Bauerngehöfte, die unter Schutz gestellt sind.
- Im Zentrum ist noch eine stillgelegte Ölpumpe zu besichtigen.
- Im Zwaantje Hans-Stokman's Hof findet jährlich ein Wettstreit im zandtapijt-Streuen statt (tapijt=Teppich), bei dem mit verschieden farbigen Sanden Muster auf den Boden gestreut werden.
- In Schoonebeek befinden sich noch einige alte Schäfereien.
- Auf dem Dorffriedhof sind Soldaten der Royal Air Force beigesetzt, deren Flugzeuge im Zweiten Weltkrieg abgeschossen wurden.

## Politik
Sitzverteilung im Gemeinderat
Bis zur Auflösung der Gemeinde ergab sich seit 1982 folgende Sitzverteilung:
| Partei                            | Sitze | Sitze | Sitze | Sitze |
| Partei                            | 1982  | 1986  | 1990  | 1994  |
| --------------------------------- | ----- | ----- | ----- | ----- |
| CDA                               | 6     | 5     | 5     | 4     |
| Onafhankelijke Partij Schoonebeek | 3     | 3     | 4     | 3     |
| PvdA                              | 2     | 3     | 3     | 2     |
| Gemeentebelangen                  | 2     | 1     | 1     | 2     |
| D66                               | —     | —     | —     | 1     |
| VVD                               | —     | 1     | 0     | 1     |
| Gesamt                            | 13    | 13    | 13    | 13    |

## Persönlichkeiten
- Maruschka Detmers (* 1962), niederländische Schauspielerin
- Erik Regtop (* 1968), niederländischer Fußballspieler